# Ralf Latz

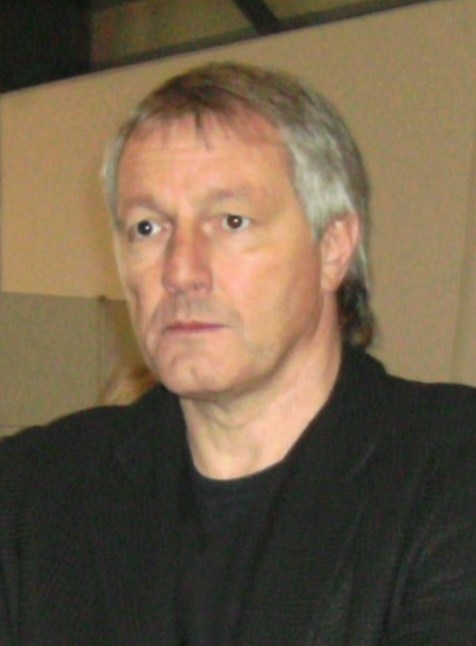
Ralf Latz

Ralf Latz (* 12. Mai 1959 in Saarbrücken) ist ein deutscher Politiker (SPD) und ehemaliger Bürgermeister der Stadt Saarbrücken.

## Biografie
Nach dem Abitur (1979) leistete Latz seinen Zivildienst in einem Pflegeheim der Arbeiterwohlfahrt Saarbrücken ab. Die dortigen Erfahrungen gaben ihm in seinen sozialen und politischen Einstellungen grundlegende Impulse. 1981 begann Latz ein Studium der Verwaltungswissenschaft, das er 1984  als Diplom-Verwaltungswirt (FH) erfolgreich abschloss. Im gleichen Jahr begann er seine berufliche Laufbahn im Sozialamt des Saarbrücker Stadtteils Burbach. 1989 wechselte er ins damalige Sozialministerium, wo er im Wesentlichen im Bereich Haushalt und Finanzen tätig war. Ab 2006 arbeitete Latz als Regierungsoberrat im Ministerium für Inneres und Sport.
Latz ist verheiratet und hat einen erwachsenen Sohn.

## Politische Tätigkeiten
Ralf Latz ist Mitglied der SPD. Sein politisches Engagement erfolgte im SPD-Ortsverein Saarbrücken-Malstatt, wo er als JUSO-Mitglied begann und den dortigen Ortsverein auch etliche Jahre leitete. Seit 1989 war er Mitglied im Rat der Landeshauptstadt Saarbrücken und ab 1999 stellvertretender Vorsitzender seiner SPD-Stadtratsfraktion. Im Jahr 2003 übernahm er den Vorsitz der Fraktion. Sein Aufgabenschwerpunkt lag in den Bereichen Personal und Finanzen. Darüber hinaus trug er Verantwortung in den Aufsichtsgremien des VVS-Konzernes und der Energie SaarLorLux AG sowie im Verwaltungsrat der Sparkasse Saarbrücken. 2010 wurde Ralf Latz nach Koalitionsverhandlungen mit den Grünen und der Linken von einer Stadtratsmehrheit zum hauptamtlichen Bürgermeister der Landeshauptstadt Saarbrücken mit dem Arbeitsbereich Finanzen und Recht gewählt. In dieser Position war er auch ständiger Vertreter der Oberbürgermeisterin. Im Januar 2020 folgte ihm Barbara Meyer-Gluche nach.

## Sozialpolitisches Engagement
Nach dem Ausscheiden aus dem Amt des Saarbrücker Bürgermeisters übernahm Latz im Mai 2020 die Geschäftsführung der Lebenshilfe Saarbrücken.

## Mitgliedschaften
Ralf Latz ist Mitglied bei folgenden Verbänden und Vereinen:
- Arbeiterwohlfahrt Malstatt
- Gewerkschaft ver.di
- Lebenshilfe Saarbrücken (Geschäftsführer)
- Verein zur Förderung einer Städtepartnerschaft Saarbrücken-Diriamba
- Verein Zukunftsarbeit Molschd e.V.
- Förderverein Musikzug Gersweiler
- Förderverein Myanmar e.V.
- Förderverein der Freiwilligen Feuerwehr Malstatt-Burbach
- Karnevalsverein Die Molschder Narrekäpp
- Mitglied im Inklusionsbündnis Saar